# جبل الحركة
موشن ماونتن أو جبل الحركة، كتاب فيزياء مجاني باللغة الإنكليزية، للمؤلف كريستوفر سكيلر بدأت طباعته منذ الستينات وأصبح الآن في طبعته الثالثة والعشرين على ستة مجلدات يمكن تنزيلها من الموقع مجانا.
يهدف الكتاب إلى إجابة القارئ عن الأسئلة المحيرة في مجال الفيزياء والتي يعود بعضها في القدم إلى 2500 عام كما يستخدم طرقا عديدة لجعل القارئ يتوق لمعرفة المزيد تارة بالمفاجأة وتارة باستباق الأسئلة.
ويعد الكتاب المكون من أكثر من 1200 صفحة، باللغة الإنكليزية، مناسبا للطلبة والمعلمين ولكل مهتم بالوصف الدقيق للطبيعة. كما يعرض الكتاب في كل مجال من مجالات الفيزياء آخر نتائج البحث العلمي ويطرح أفضل الأسئلة وأكثر المفاجآت إثارة. ويحتوي النص على أكثر من 650 حلا للمسائل المطروحة، 500 صورة ورسم و90 قائمة حسب معلومات الكاتب.

## وصلات خارجية
- الموقع الرسمي للكتاب.